# Tabea Dalliard
Tabea Dalliard (ur. 18 lipca 1994) – szwajcarska siatkarka grająca jako libero. Obecnie występuje w drużynie Neuchâtel Université.